# Anopsicus definitus
Anopsicus definitus là một loài nhện trong họ Pholcidae. Loài này được phát hiện ở Honduras.